# فرودگاه بلک تیکل
فرودگاه بلک تیکل (به انگلیسی: Black Tickle Airport) یک فرودگاه همگانی با کد یاتا YBI است که یک باند فرود شن دارد و طول باند آن ۷۷۰ متر است. این فرودگاه در کشور کانادا قرار دارد و در ارتفاع ۱۷ متری از سطح دریا واقع شده‌است.

## شرکت‌های هواپیمایی و مقصدهای پروازی
| شرکت‌های هواپیمایی | مقصدهای پروازی                                                                                             |
| ----------------- | --- |
| ایر لابرادور      | کارترایت، شارلوت‌تاوون، فاکس هاربور، سی‌اف‌بی گوس بی، ماریس هاربر، پورت هوپ سیمپسون، سنت آنتونی، ولیامز هاربر |